# Punktewertung (Radsport)

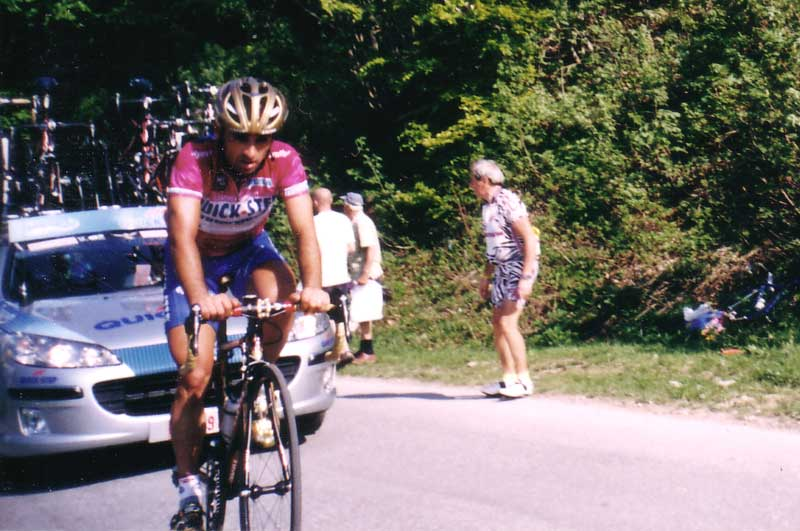
Paolo Bettini als Führender der Punktewertung beim Giro d’Italia 2005

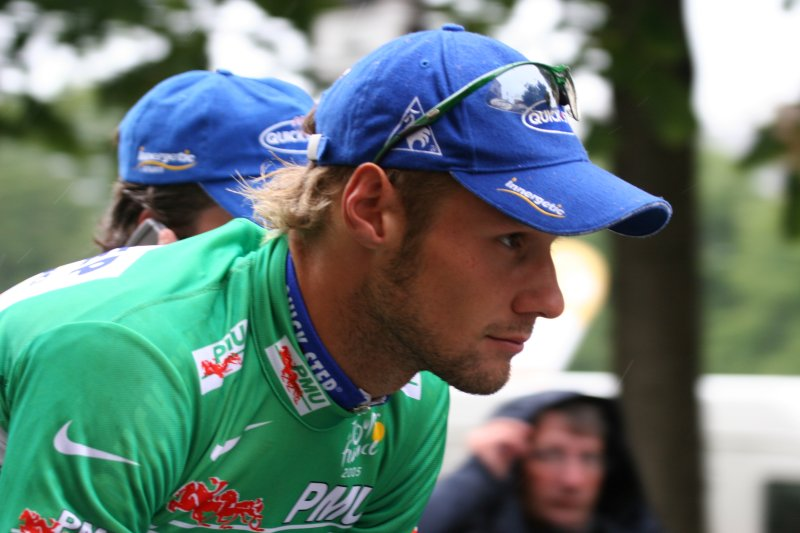
Tom Boonen im Grünen Trikot der Tour de France 2005

Die Punktewertung ist bei vielen Radsport-Etappenrennen eine separate Wertung auf Grundlage der Etappenplatzierungen.
Da sich bei der Punktewertung im Gegensatz zur Gesamtwertung nach Zeit die großen Zeitdifferenzen auf Bergetappen und Zeitfahren nicht auswirken, sind bei der Punktewertung auch Sprinter chancenreich. Deswegen wird diese Wertung oft ungenau auch als Sprintwertung bezeichnet wird. Der Begriff Sprintwertung steht aber eigentlich für eine separate Wertung, bei der anders als bei der Punktewertung ausschließlich Punkte bei Zwischensprints vergeben werden.
Bei fast allen Rundfahrten gibt es ein eigenes Punkteklassement. Die Punktewertung wurde bei der Tour de France 1953 und beim Giro d’Italia 1966 eingeführt. Die jeweils führenden Fahrer in der Punktewertung tragen ein spezielles Wertungstrikot. Bei der Tour ist es das Grüne, beim Giro das Rote (Maglia Ciclamino bzw. Maglia Rossa). Bei der Vuelta a España hat die Trikotfarbe in den letzten Jahren des Öfteren gewechselt und ist seit 2009 grün.
Der Weltradsportverband Union Cycliste Internationale stellt den Veranstaltern frei, neben der Gesamtwertung und der Teamwertung nach Zeit weitere Wertungen nach sportlichen Gesichtspunkten – etwa eine Punktewertung – einzurichten, überlässt die Ausgestaltung aber dem Sonderreglement der Veranstaltung. Die Veranstalter nutzen diesen Spielraum unterschiedlich: Während bei vielen Etappenrennen auf allen Etappen jeweils die gleiche Anzahl von Punkten vergeben werden, können bei der Tour de France auf Flachetappen mehr Punkte erzielt werden als bei Mittel-, Hochgebirgsetappen und Zeitfahren. Diese Punktespreizung führt dazu, dass die Punktewertung der Tour de France meist von Sprintern gewonnen wird, während z. B. beim Giro d’Italia und der Vuelta a España oft auch Gesamtklassementfahrer erfolgreich sind. Außer bei Etappenankünften werden meistens auch Punkte bei einem oder mehreren Zwischensprints – auch fliegende Etappen genannt – vergeben.
Die Punktewertung im Straßenradsport ist nicht zu verwechseln mit dem Punktefahren im Bahnradsport.